# Nytorps gärde

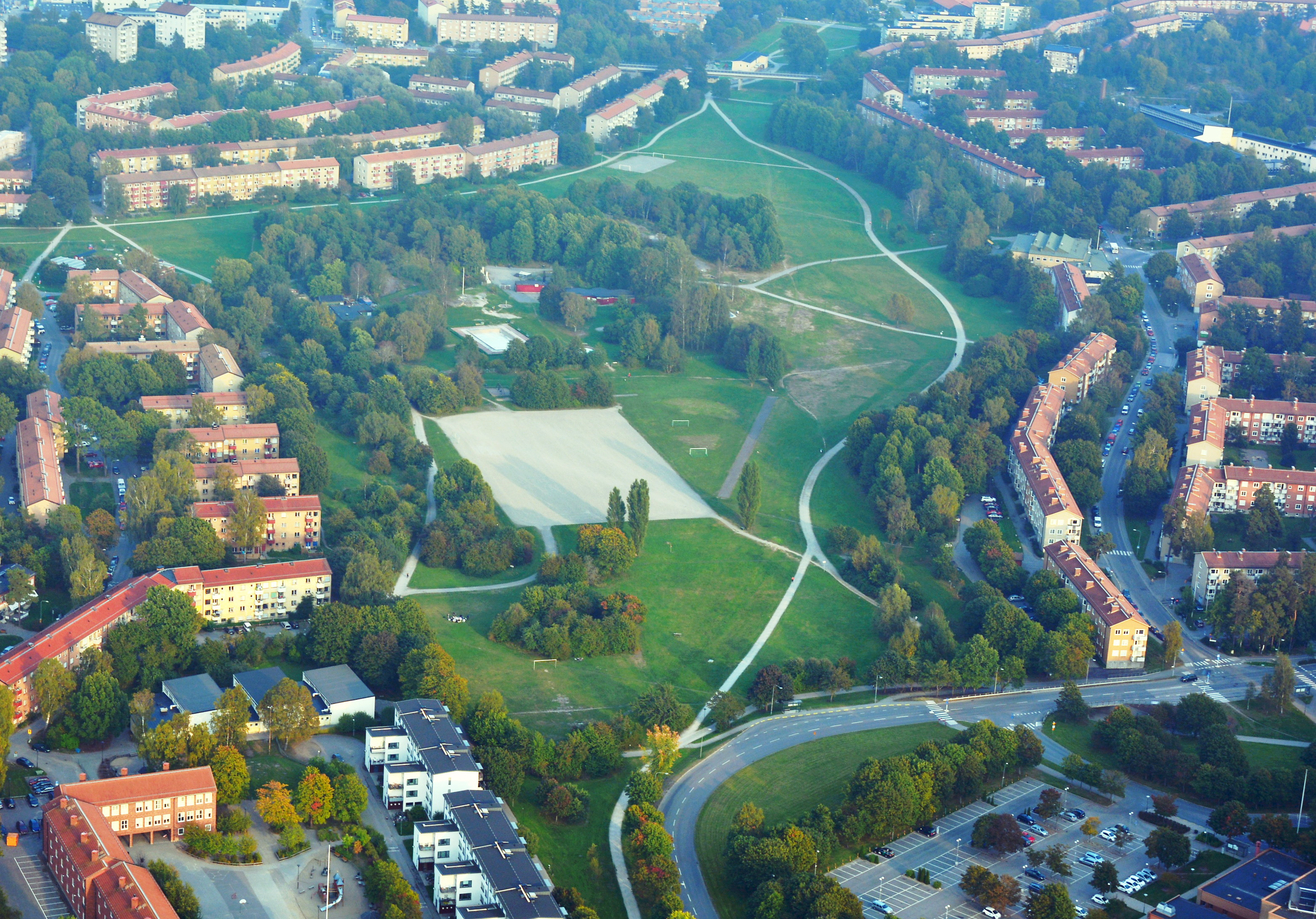
Nytorps gärde från luften i september 2014.

Nytorps gärde är ett gräsfält som till största delen ligger inom stadsdelen Kärrtorp i Söderort inom Stockholms kommun. Mindre delar av fältet ligger inom stadsdelarna Hammarbyhöjden, Björkhagen och Gamla Enskede. Namnet härrör från torpet Nytorp, som låg i östra delen av den plats där nuvarande Nytorpsbadet ligger. Torpet hörde till Hammarby gård, på 1950-talet var det förfallet och revs för att bereda plats åt det nya badet 1961.

## Historia
Redan på järnåldern fanns boplatser på området. Vid Nytorpsberget, en liten bergig kulle mitt på gärdet, ligger ett gravfält från järnåldern (RAÄ 137 i Brännkyrka). Här finns sju runda stensättningar som är mellan 4 och 8 meter stora. Möjligen kan det finnas rester av ytterligare några gravar. Ingen av gravarna har undersökts av arkeologer.
Under andra världskriget fanns på Nytorpsberget en luftvärnsställning. Synliga lämningarna är en rund och en kvadratisk betonggrund för en stationär strålkastare med en mobil maskinvagn samt en lyssnarapparat. Syftet var framför allt att bevaka eventuellt fientligt flyg.
Nytorps gärde är ett av Stockholms gamla motorvägsreservat. På 1960- och 1970-talen fanns planer på att bygga Skarpnäcksleden på gärdet, och tunnelbanans viadukt för Gröna linjen dimensionerades för den framtida leden.
På gärdet finns även Nytorps bollplan, Nytorpsbadet; ett friluftsbassängbad och ett mindre skogsparti. I östra slutet av gärdet finns Kärrtorps IP. 
På Nytorps gärde arrangeras varje år ett stort valborgsfirande. Valborgsfirandet har en lång historia av olika arrangörer men sköts sedan 2004 av Kärrtorps scoutkår. 

## Framtida planer
Enligt planerna från stadsbyggnadskontoret våren 2014 kommer det byggas 900 lägenheter samt stadsvillor på Nytorps gärde.

## Bilder
| Nytorps gärde mot väster (vänstra bild) och mot öster, april 2012. |  | Nytorps gärde mot väster (vänstra bild) och mot öster, april 2012. |
| Nytorps gärde mot väster (vänstra bild) och mot öster, april 2012. |  |                                                                    |

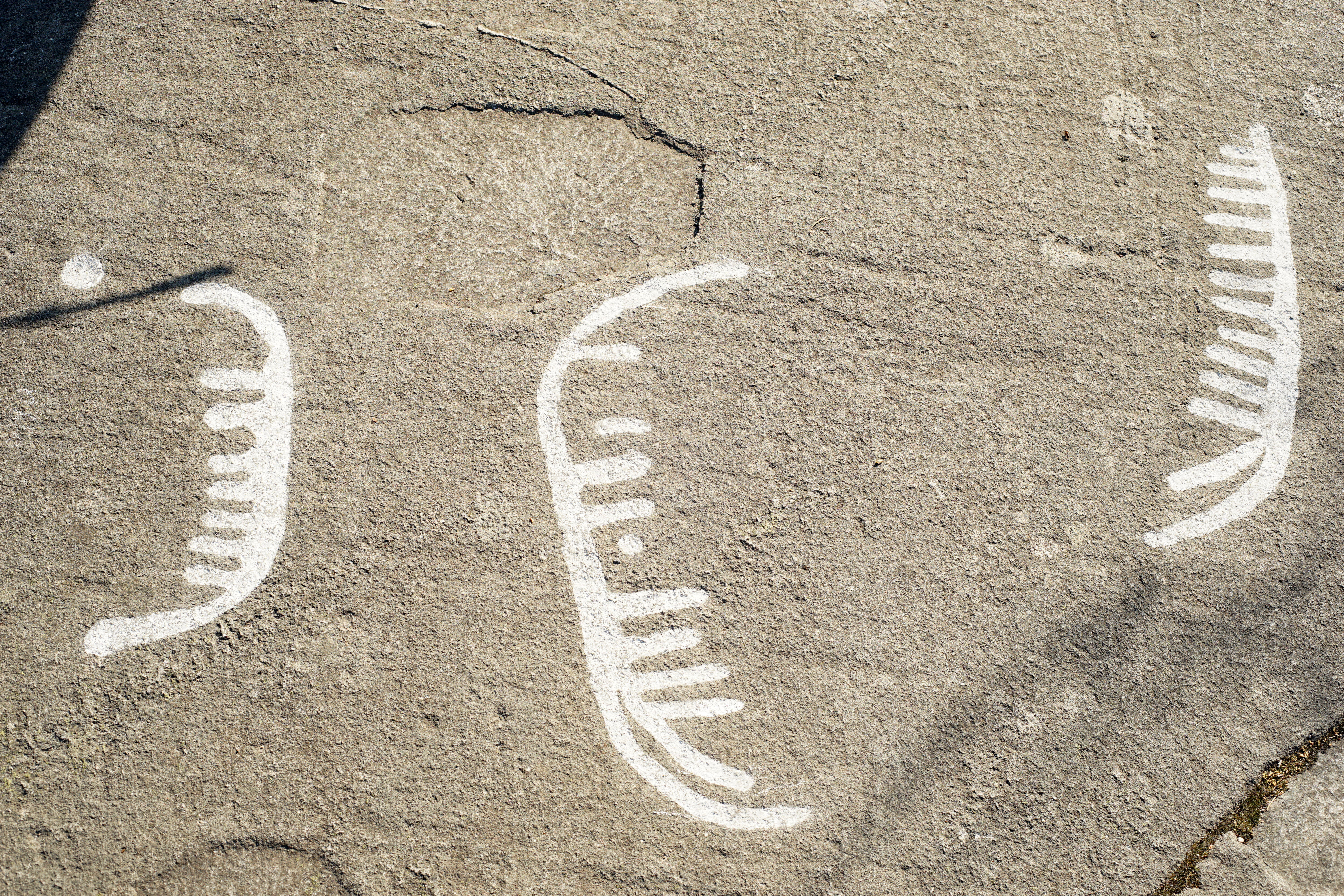
Hällristningar, tillfälligt markerade med krita
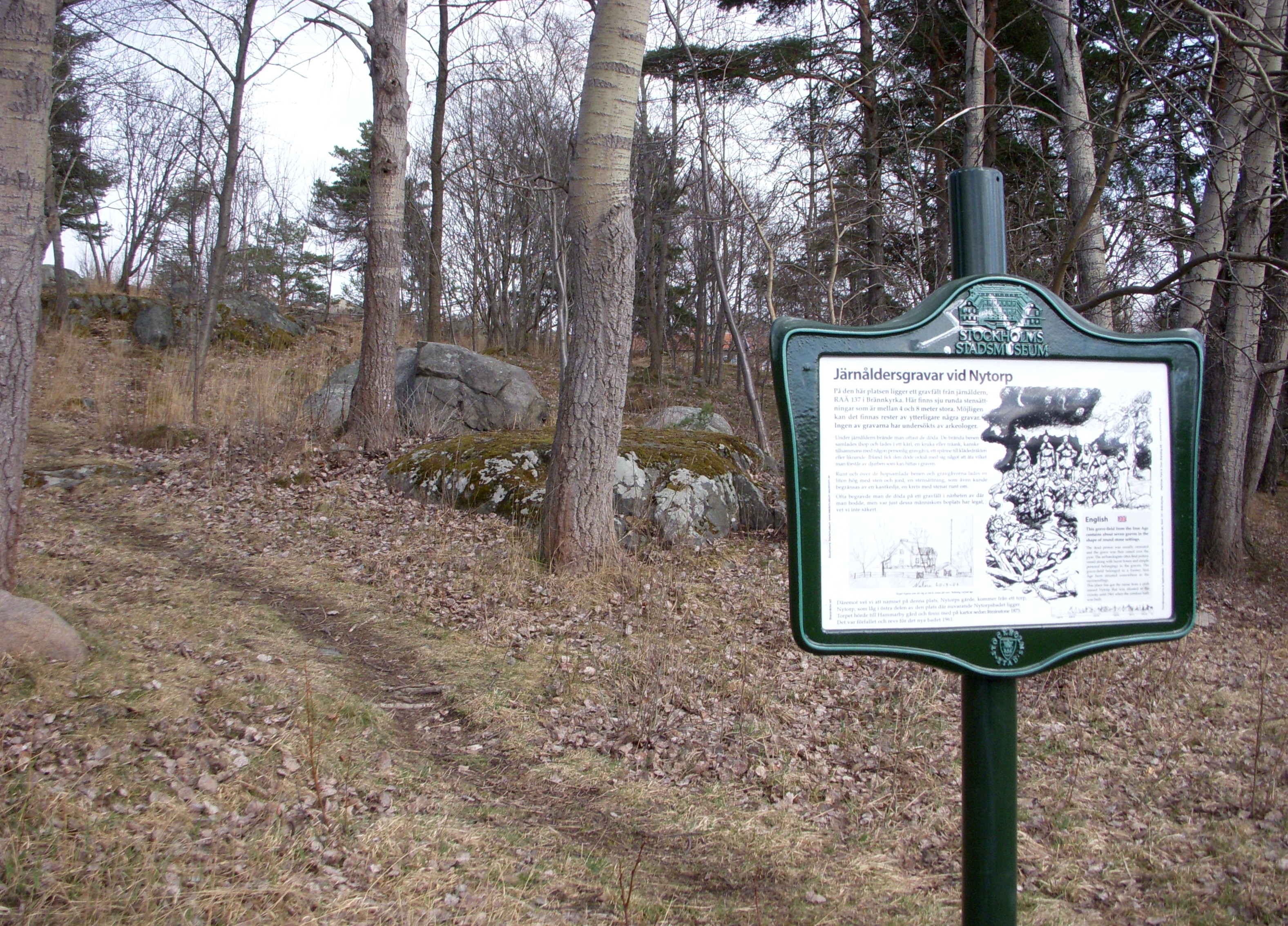
Nytorpsberget med gravfält.
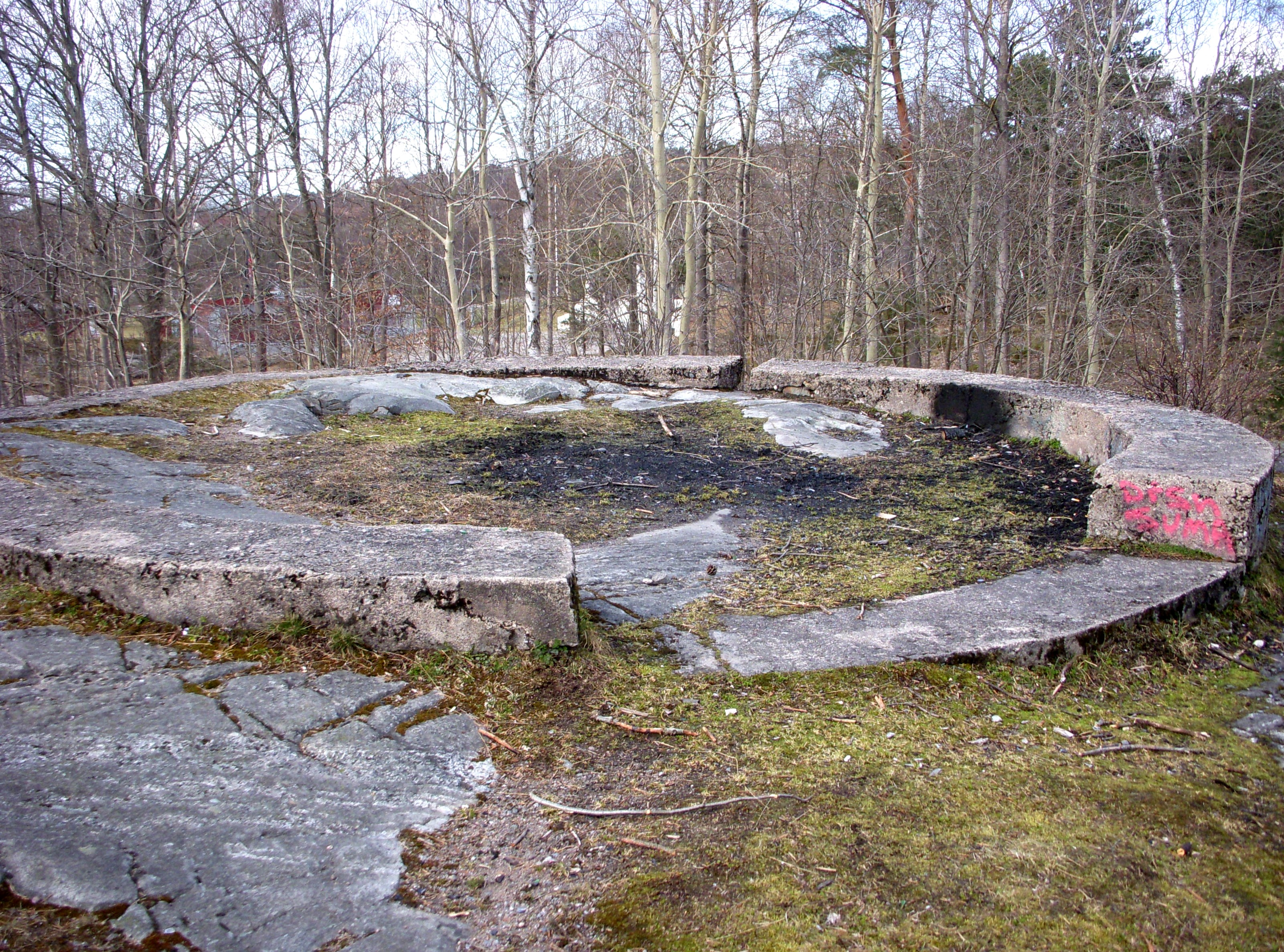
Värn från andra världskriget.
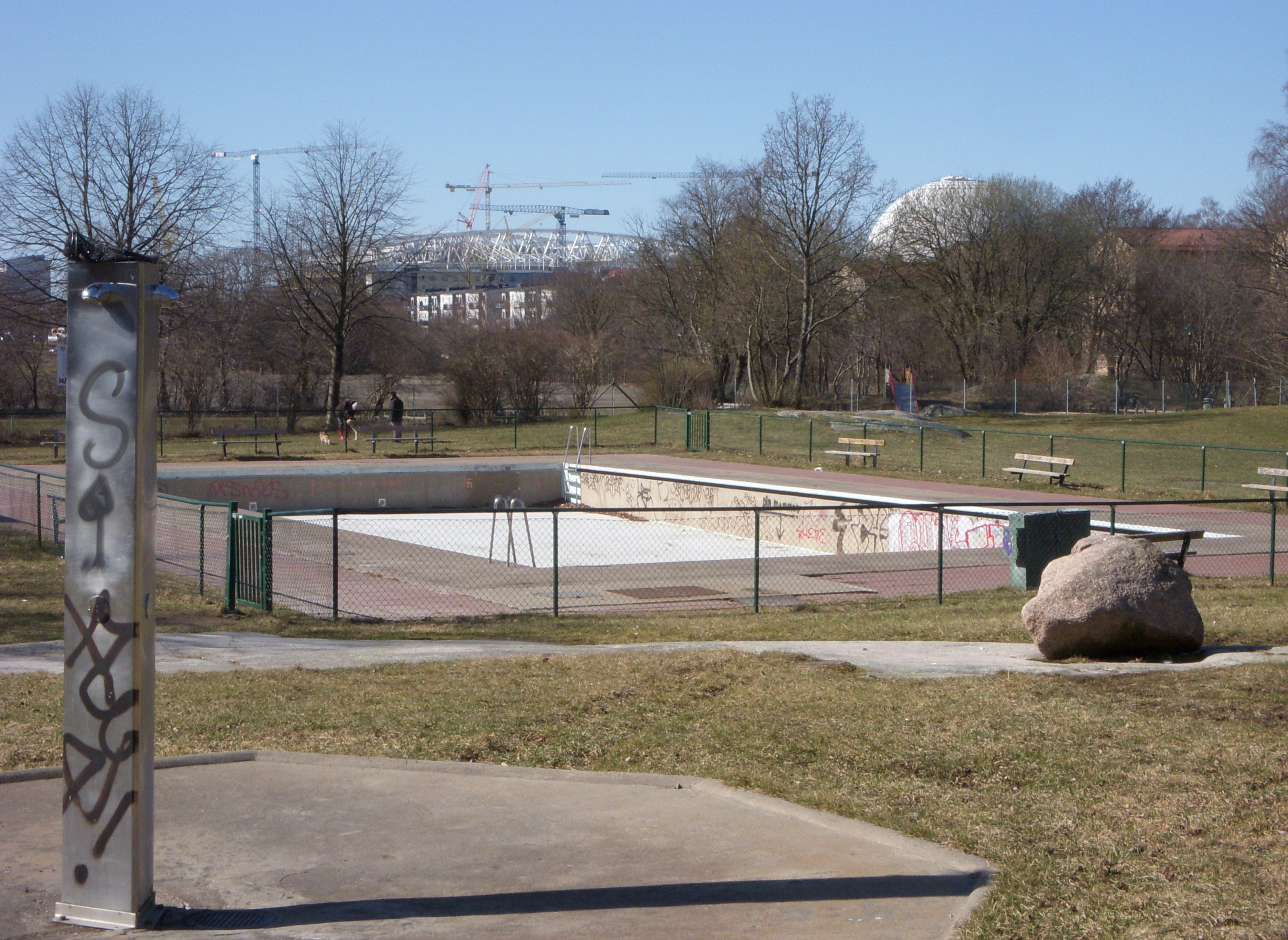
Nytorpsbadet.